# Пшедбуж (гмина)
Пшедбуж (пол. Przedbórz) — гмина (волость) в Польше, входит как административная единица в Радомщанский повет, Лодзинское воеводство. Население — 7682 человека (на 2004 год).

## Сельские округа
1. Борова
2. Бжостек
3. Халупки
4. Фалишев
5. Гай
6. Гуры-Мокре
7. Гуры-Сухе
8. Гробля
9. Яблонна
10. Юзефув
11. Каетанув
12. Калень
13. Мейске-Поля
14. Мойжешув
15. Носалевице
16. Пискоженец
17. Поличко
18. Пшиланки
19. Стара-Весь
20. Тарас
21. Войцехув
22. Воля-Пшедборска
23. Выгвиздув
24. Вымыслув
25. Загаце
26. Зузовы
27. Железница

## Соседние гмины
1. Гмина Александрув
2. Гмина Фалкув
3. Гмина Ключевско
4. Гмина Красоцин
5. Гмина Масловице
6. Гмина Ренчно
7. Гмина Слупя
8. Гмина Вельгомлыны